# Werner Piller
Werner E. Piller (* 27. Mai 1951 in Wien) ist ein österreichischer Paläontologe (Mikropaläontologie), Stratigraph und Hochschullehrer an der Universität Graz.

## Leben
Piller studierte nach dem Abitur 1970 in Amstetten Geologie und Paläontologie an der Universität Wien und war dort Assistent am Paläontologischen Institut. 1975 wurde er promoviert (Mikrofazies, Lithostratigraphie und Ökologie im gebankten Dachsteinkalk am Nordrand des Toten Gebirges (S Grünau/Almtal, Oberösterreich), unter besonderer Berücksichtigung der Foraminiferen).  Schon zuvor arbeitete er für eine Ölfirma, die Stadt Wien (Grundwasser) und das Geologische Bundesamt.  Ab 1975 war er Universitätsassistent an der Universität Wien, an der er ab 1979 Lektor war und ab 1988 Assistenzprofessor. 1994 habilitierte er sich (The northern bay of Safaga (Red sea, Egypt): an actuopalaeontological approach) an der Universität Wien. 1997 wurde er ordentlicher Professor für Paläontologie und Historische Geologie an der Universität Graz. Seit 2004 leitet er dort das Institut für Erdwissenschaften.
1991/91 war er mit einem Max Kade Stipendium am Museum für Paläontologie der University of California, Berkeley. 1997 war er im Leitungsgremium des Internationalen Geologenkongresses in Wien und 1998 stand er der österreichischen Stratigraphie-Kommission vor. 1999 wurde er korrespondierendes Mitglied der Österreichischen Akademie der Wissenschaften (seit 2011 wirkliches Mitglied) und 2000 Präsident der Österreichischen Paläontologischen Gesellschaft. 2002 stand er dem nationalen österreichischen Komitee für Geologie vor. Er ist Mitglied des österreichischen Komitees für das International Geological Correlation Program (IGCP).
Seine Forschungsschwerpunkte sind Taxonomie und Systematik von Foraminiferen und Kalkalgen auch mit Verwendung molekularbiologischer Methoden, Riffe und Flachwasserkarbonate (Trias, Eozän, Miozän und rezente Bildungen), Paläoökologie (auch durch Studium rezenter Biotope wie am Roten Meer oder im Golf von Triest), Stratigraphie und Paläogeographie (besonders der mediterrane Raum, der Indopazifik und die Paratethys im Oligozän bis Miozän).
2016 erhielt er die Eduard-Sueß-Medaille.
Er ist seit 1979 mit Rosa Rödhamer verheiratet.

## Dedikationsnamen
Ein fossiler Vertreter der Familie der Gaidropsaridae aus den miozänen Leithakalken von Sankt Margarethen im Burgenland wurde 2013 zu Ehren von Piller als Gaidropsarus pilleri benannt.

## Auszeichnungen
- 2022: Großes Ehrenzeichen des Landes Steiermark[2]